# The Mosaic Company
 The Mosaic Company är ett amerikanskt multinationellt företag som är verksam inom gruvdrift, jordbruk och kemisk industri. År 2016 var det världens största producent av färdiga fosfatprodukter och Nordamerikas näst största producent av kaliumkarbonat. Mosaic använder mineralerna främst till att framställa konstgödsel. Det har verkamheter i Australien, Brasilien, Hongkong, Indien, Kanada, Kina, Paraguay, Peru och USA.
Koncernen grundades den 22 oktober 2004 när IMC Global Inc. och Cargills grödodivision fusionerades.
År 2019 hade företaget en omsättning på närmare nio miljarder amerikanska dollar och en personalstyrka på omkring 12 600 anställda. Huvudkontoret ligger i Tampa i Florida sedan 2019, dessförinnan låg den i Plymouth i Minnesota.